# Катанија
Катанија (итал. Catania) је десети по величини град у Италији. Катанија је други по величини град на Сицилији (после Палерма) и највећи град и управно средиште истоименог Округа Катанија.
Катанија је позната по оближњем вулкану Етни, најпознатијем вулкану Европе.

## Порекло назива
Назив Катанија је изузетно стар и везује се прастановнике Сицилије - Сикеле. Реч Катане у њиховом језику означавала је нож, бодеж. Овај назив је прихваћен и у време Велике Грчке. Првобитни облик је у староримско време прешао у Катина, који се временом променио до данашњег облика.

## Географија
Град Катанија се налази у јужној Италији. Од престонице Рима град је удаљен око 800 км јужно, а од Палерма 210 км југоисточно. Најближи већи град је Месина, смештена 90 км северније.

### Рељеф
Катанија се развила на источној, јонској обали Сицилије. Град се сместио приморској равници, која се по граду назива Катанијском равницом. Она се пружа јужним подножјем Етне. Етна је од Катаније удаљена око 30 км северно и то је најпознатији вулкан у Европе, али и највиша тачка Сицилије и целе јужне половине Италије - 3.329 м н. в. Због изливања лаве, богате минералима, земљиште око Катаније је изузетно плодно.

### Клима
Клима у Катанији је средоземна.

### Воде
Катанија је смештена у крајње западном делу Јонског мора, у истоименом Катанијском заливу. Кроз град је некад протицала речица Арменано, која је данас надграђена.

## Историја

### Праисторија и Стари век
Катанију су основали праисторијски становници Сицилије, племе Сицили, који су јој дали и име. Стари Грци су запосели ове крајеве у 8. веку п. н. е. и временом хеленизовали месно становништво. 263. п. н. е град је пао у римске руке. Током староримског раздобља град се развио у значајно насеље.

### Средњи век
После пропасти старог Рима град мења више господара у следећим вековима. Прво град заузимају Готи, а средином 6. века Византинци. Град касније преузимају Арабљани-Сарацени и у њиховом поседу Катанија остаје до 1061. године Током овог раздобља околина града је нагло култувизирана и започета је производња воћа и поврћа. Нови господари били су Нормани, који оснивају државу на југу данашње Италије, која је трајала неколико следећих векова - Краљевство Сицилија. У ово време град поново постаје хришћанско средиште. Гради се много цркава и градских палата.

### Нови век
Током неколико векова постојања Краљевство Сицилија имало је неколико владарских кућа на челу - Нормани, Анжујци, Арагонци, Савоја, Хабзбурзи, Бурбони. Град је 1669. године погодила ерупција која је досегла западни део града, али се град релативно брзо опоравио. Катанија 1860. године улази у састав Краљевине Италије. После уједињења државе Катанија постаје важна лука и трговиште. Током 20. века Катанија, као и цела јужна половина земље, остала је неразвијенија од италијанског севера. Вишевековни јаз Југа и Севера ни данас није превазиђен, па су становници Катаније и даље осетно сиромашнији од становника већих градова на северу Италије.

## Становништво
Према резултатима пописа становништва 2011. у општини је живело 293.902 становника.
| 1931.   | 1936.   | 1951.   | 1961.   | 1971.   | 1981.   | 1991.   | 2001.   | 2011.   |
| ------- | ------- | ------- | ------- | ------- | ------- | ------- | ------- | ------- |
| 225.169 | 244.972 | 299.629 | 363.928 | 400.048 | 380.328 | 333.075 | 313.110 | 293.902 |

2008. године. Катанија је имала нешто мање од 300.000 становника, што је за 60% више у односу на почетак 20. века, али за преко 100 хиљада људи мање него 1960. године. Последњих деценија број становника у граду опада.
Град данас има мали удео имигрантског становништва, највише из северне Африке, Латинске Америке и источне Европе.
Катанија има велику приградски зону са којој има преко 450.000 становника. Приградска насеља имају значајан пораст становништва, који је везан за исељавање младих у предграђа, па целокупна зона тзв. „Велике Катаније“ расте.

## Градске знаменитости
Град Катанија има добро очуване античке остатке:
- Старогрчко позориште, пре 2. века п. н. е.,
- Римски амфитеатар, из 2. века,
- староримска купатила, из 2. века,

Катанија има сачувано старо градско језгро са бројним трговима, променадама, црквама, палатама, фонтанама. Овде постоји велики број грађевина грађених или обновљених у стилу барока, због чега је зградско, барокно језгро стављено на списак светске баштине УНЕСКОа. Највреднији споменици су:
- Катедрала свете Агате, из 11. века,
- Опатија свете Агате, из 17. века,
- Црква светог Плаћида, из 18. века,
- Црква светог Јосифа,
- Црква светог Сакрамента,
- Црква светог Мартина у белој одећи,
- Стара црква свете Агате,
- Црква светог Николе од Арене,
- Црква свете Агате из пећи Светог Бјађа или Свети Бјађо, из 18. века,
- Црква при затвору, из 18. века,
- Црква светог Фрање Асишког,
- Лицеј Санта Марија,
- Замак Урсино,
- више лепих фонтана из 16., 17. и 18. века.

## Партнерски градови
- Гренобл
- Отава
- Освјенћим
- Оксфорд
- Финикс

## Галерија
- Катедрала свете Агате
- Лицеј Санта Марија
- Црква светог Николе од Арене
- Црква светог Плаћида
- Опатија свете Агате
- Црква светог Фрање Асишког
- Свети Бјађо
- Фонтана од слонова
- Споменик Винћенцу Белинију
- Здање Универзитета у Катанији
- Једна од градских палата
- Парк Вила Белини
- Замак Урсино